# Z 4000
Les Z 4000 sont une série d'anciennes automotrices électriques de la SNCF héritées du PO. 
Elles sont mises en service en 1904-1905 sur la banlieue sud-ouest de Paris alimentée par troisième rail à 600 V. Démotorisées lorsque la caténaire remplace le troisième rail en 1926 et employées comme remorques, elles sont à nouveau pourvues d'un équipement électrique, 1 500 V cette fois, pour assurer des navettes à Orléans et Tours. Les derniers exemplaires sont radiés en 1971.

## Description

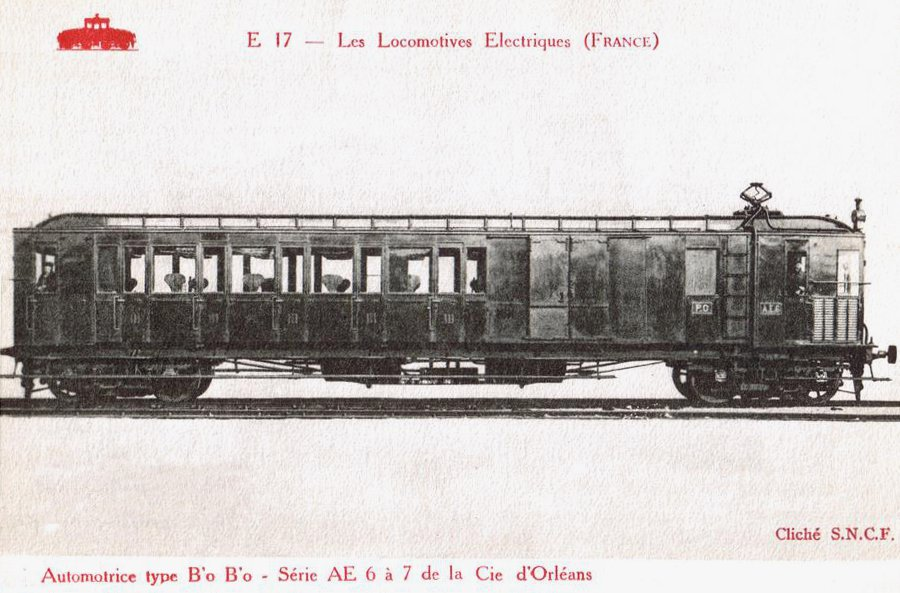
Automotrice PO AE 6.

Entre 1902 et 1904, le PO étend jusqu'à Juvisy l'électrification de sa ligne Quai d'Orsay - Paris-Austerlitz. Elle est alimentée par troisième rail à la tension de 600 V par courant continu. Pour assurer les trains de voyageurs sur cette ligne de banlieue, le PO met en service les automotrices PO AE 1 à 5 en 1904. Les AE 6 et 7 les renforcent en 1907 ; elles se distinguent des précédentes par un plus grand nombre de portières latérales.
Leur caisse en bois tôlé repose sur deux bogies à deux essieux. En plus des frotteurs pour le troisième rail, elles disposent d'un petit pantographe type « Vedovelli ». Elles possèdent quatre moteurs General Electric, deux par bogie et peuvent atteindre la vitesse de 90 km/h. Elles circulent en unités doubles encadrant une rame de dix à quinze voitures à portières latérales datant du milieu des années 1880. En 1921, elles reçoivent des fanaux électriques en remplacement des lanternes à pétrole les équipant d'origine.

## Carrière et services

### Automotrices600Vpar troisième rail

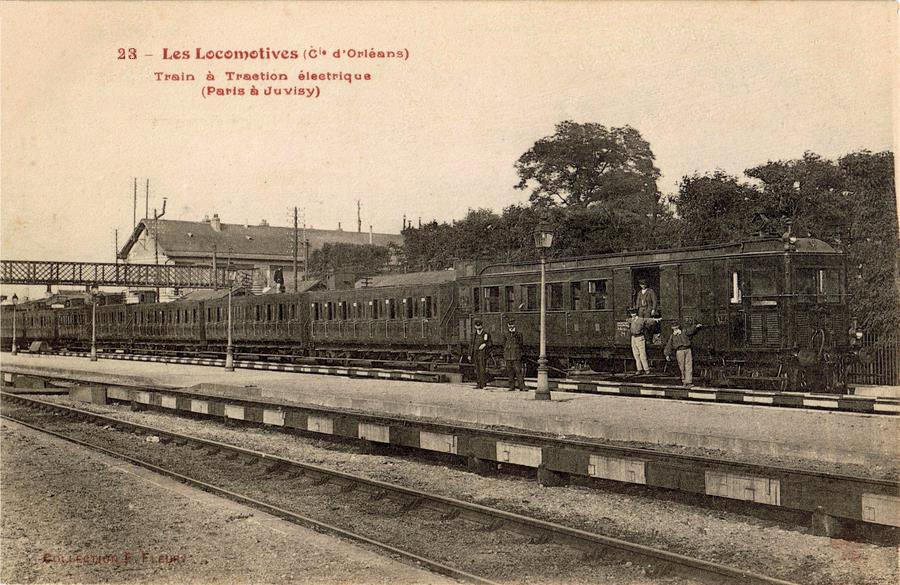
L'automotrice PO AE 3 sur la ligne de Paris-Austerlitz à Juvisy.

Les AE 1-7 sont mises en service sur la ligne Paris - Juvisy, longue de 22 km, où elles se révèlent bien adaptées au service de banlieue, parcourant environ 250 km chacune. Elles ont fiables et robustes, mais leur équipement électrique pouvant occasionner des courts-circuits, elles emportent du matériel pouvant permettre à leur conducteur de lutter contre un début d'incendie.
Dès 1921, l'électrification de la ligne par caténaire et le passage à la tension de 1 500 V est programmée par le PO en application d'une décision ministérielle du 29 août 1920. Ce projet prévoit la modification des locomotives, mais pas celle des automotrices.

### Remorques non motorisées pour navettes
En 1926, après l'électrification en 1 500 V par caténaire de la ligne sur laquelle elles circulent, elles sont donc démotorisées et servent, attelées à des BB 200, de remorques  aux navettes voyageurs Tours - Saint-Pierre-des-Corps et Orléans - Les Aubrais. Ces remorques immatriculées dans la série des ZC 23000 ayant conservé leur poste de conduite, les rames constituées sont réversibles. Il est cependant possible que les deux derniers exemplaires (nos 6 et 7) n'aient pas été modifiés et donc garés, faute de pouvoir être utilisés.

### Automotrices1 500Vpar caténaire

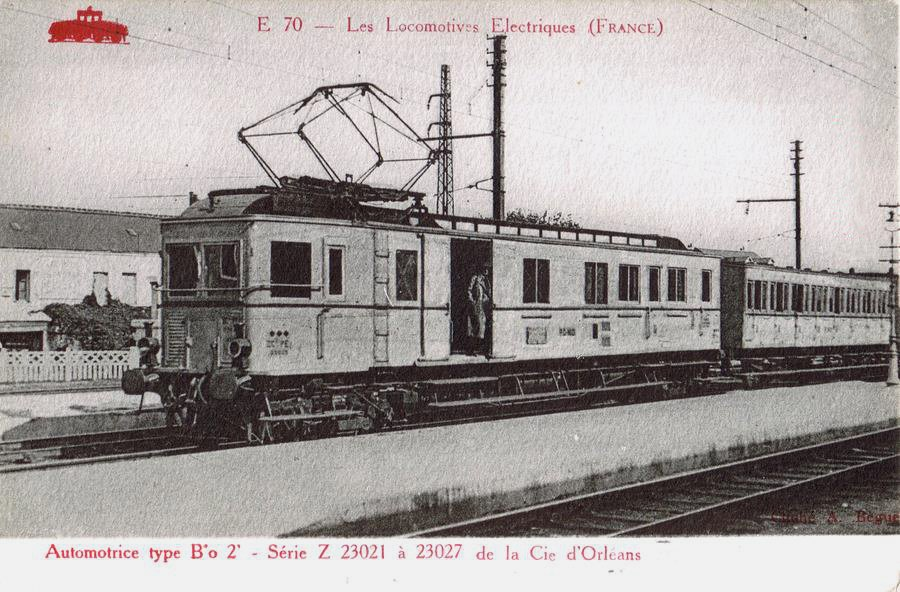
Automotrice PO Z 23021, future SNCF Z 4001, en livrée bicolore.

Face au succès de la transformation des BB 1280 pour fonctionner sous 1 500 V et comme le PO souhaite libérer des locomotives du service des navettes pour les remplacer par des automotrices, elles sont rééquipées de pantographes et remotorisées dans les années 1930 pour être affectées aux mêmes services aux navettes Tours - Saint-Pierre-des-Corps et Orléans - Les Aubrais mais seul l'un des deux bogies comporte des moteurs, ce qui diminue fortement la puissance de l'automotrice. Numérotées Z 23021 à 27, elles remorquent alors d'anciennes automotrices Purrey à vapeur démotorisées (AV 1 à 7). En 1938, lors de la création de la SNCF, pour réduire les contraintes réglementaires de leur entretien et donc le coût de leur entretien, leur vitesse maximale est abaissée de 90  à   65 km/h ; cette disposition ne présente pas d'inconvénient au regard des services qu'elles assurent.  Elles reçoivent, à cette occasion, une livrée bicolore alliant le bleu pour le bas de la caisse et le gris clair au niveau des baies. Cette livrée est également appliquée aux courtes voitures à essieux qu'elles remorquent, permettant ainsi de constituer des rames d'aspect homogène,. 
La Z 23026 est détruite par faites de guerre le 7 mars 1945. Les six autres ont continué le même service avec des voitures à deux essieux modernisées ou non. En 1950, à la faveur de la numérotation générale du parc moteur de la SNCF, elles sont ré-immatriculées Z 4001 à 5 et Z 4007. Dans les années 1950, chassées du service commercial par des séries plus modernes, elles sont affectées à des navettes ouvrières à Tours, Orléans et Toulouse, avec des voitures à essieux marquées MT (Matériel et traction). Dans les années 1960, elles perdent leur lanterneau de toiture ; elles sont alors uniformément peintes en vert foncé.
Quatre d'entre elles sont réformées de 1967 et 1968. Les Z 4001 et 2 restées attachées au dépôt des Aubrais, sont utilisées, attelées à la Z 4203 pour tester la technologie des thyristors sur la liaison Brétigny - Dourdan en 1971. Elles sont ensuite radiées après 68 ans de service.
La Z 4001, d'abord préservée pour la cité du train de Mulhouse, est finalement détruite.

## Modélisme
La Z 4004 est reproduite par les Éditions Atlas à l'échelle HO dans la collection « Automotrices des réseaux français ».